# إريك تشيشولم
اريك تشيشولم (بالإنجليزية: Eric Chisholm)‏ هو لاعب كرة قدم أسترالية أسترالي، ولد في 13 مارس 1892 في South Yarra ‏ في أستراليا، وتوفي في 25 سبتمبر 1946 في St Kilda, Victoria ‏ في أستراليا.

## وصلات خارجية
- اريك تشيشولم على موقع AustralianFootball.com (الإنجليزية)
- اريك تشيشولم على موقع AFLtables.com (الإنجليزية)